# Pavel Pogrebnjak
Pavel Viktorovič Pogrebnjak (in russo Павел Викторович Погребняк?; Mosca, 8 novembre 1983) è un ex calciatore russo, di ruolo attaccante.

## Biografia
Nel marzo del 2019 è stato squalificato fino al termine della stagione sportiva e ha ricevuto una multa di 250.000 rubli a seguito di un suo intervento ai microfoni riguardo alle etnie dei giocatori della nazionale russa.

## Caratteristiche tecniche
Di ruolo attaccante, grazie alla sua stazza è un buon colpitore di testa.

## Carriera

### Club

#### Esordi
Comincia a giocare a calcio all'età di soli sei anni nella scuola calcio dello Spartak Mosca. Nel 2001 debutta con la casacca delle riserve dello Spartak e un anno dopo viene selezionato per entrare in prima squadra. Tra il 2001 e il 2003 segna 8 gol in 23 partite.
Nel 2003 gioca 40 partite segnando 15 gol nel Baltika Kaliningrad. Nella stagione seguente ritorna allo Spartak Mosca, con cui gioca 16 partite e realizza due marcature. Durante la stessa stagione segna anche 6 reti in 12 presenze con il Khimki. Nel 2005 milita nelle file dello Shinnik Yaroslavl, con cui segna 4 gol in 23 apparizioni. Nel 2006 con la maglia del Tom Tomsk la sua carriera conosce la svolta: con 13 gol in 26 presenze diventa l'idolo della tifoseria locale e ottiene un posto nella Nazionale russa.

#### Zenit
A fine stagione è messo sotto contratto dallo Zenit San Pietroburgo. Nel 2007 vince il suo primo titolo di squadra, il campionato russo. Nel 2008 la sua compagine si aggiudica anche la Supercoppa di Russia, competizione in cui Pogrebnyak segna anche il gol della vittoria.
Capocannoniere della Coppa UEFA 2007-2008 con 10 gol ex aequo con Luca Toni, è tra i protagonisti dell'ottima stagione europea dello Zenit, culminata con la finale disputatasi al City of Manchester Stadium e vinta dai russi per 2-0 sul Rangers, alla quale Pogrebnjak non ha preso parte per la squalifica rimediata nella semifinale di ritorno, vinta per 4-0 contro il Bayern Monaco (in cui aveva segnato 2 reti, di cui una su punizione).
Nel 2008 segna nella Supercoppa Europea uno dei due gol che consentono allo Zenit di vincere il trofeo contro il Manchester United allo Stadio Louis II di Montecarlo.

#### Stoccarda
Il 2 agosto 2009 si trasferisce allo Stoccarda.

#### Fulham
Il 31 gennaio 2012 passa al Fulham. L'11 febbraio 2012, al suo esordio con la maglia del Fulham, realizza il momentaneo 1-0 al 16' contro lo Stoke City. Due settimane dopo, decide il derby londinese contro il Queens Park Rangers al Loftus Road. Il 4 marzo 2012 realizza la sua prima tripletta con la maglia del Fulham contro il Wolverhampton Wanderers.

#### Reading
Il 30 giugno 2012, scaduto il suo contratto con lo Stoccarda, viene ingaggiato dal Reading.
Segna il suo primo gol con la nuova maglia il 22 agosto contro il Chelsea nell'incontro finito poi 4-2 per i Blues.

#### Dinamo Mosca
È tornato in patria alla Dinamo Mosca nell'estate del 2015: in tre stagioni, però, ha totalizzato meno di trenta presenze in campionato, con la retrocessione della squadra in seconda serie al termine della prima stagione e la conseguente immediata promozione.

#### Tosno
Passato al Tosno nel gennaio del 2018, vinse la sua prima Coppa di Russia.

#### Ural
Con il fallimento del Tosno nell'estate del 2018 è passato all'Ural.

### Nazionale
Pogrebnjak debutta in nazionale russa il 16 agosto 2006 in un'amichevole contro la Lettonia rimpiazzando a inizio ripresa Aleksandr Keržakov, e segnando anche il suo primo gol con la casacca della nazionale.
Convocato dal CT della Russia Guus Hiddink per l'Europeo 2008, è stato costretto a saltare il torneo per via di un infortunio subito durante un'amichevole contro la Serbia. È stato sostituito da Oleg Ivanov.

## Statistiche

### Presenze e reti nei club
| Stagione            | Squadra             | Campionato          | Campionato | Campionato | Coppe nazionali | Coppe nazionali | Coppe nazionali | Coppe continentali | Coppe continentali | Coppe continentali | Altre coppe | Altre coppe | Altre coppe | Totale | Totale |
| Stagione            | Squadra             | Comp                | Pres       | Reti       | Comp            | Pres            | Reti            | Comp               | Pres               | Reti               | Comp        | Pres        | Reti        | Pres   | Reti   |
| ------------------- | ------------------- | ------------------- | ---------- | ---------- | --------------- | --------------- | --------------- | ------------------ | ------------------ | ------------------ | ----------- | ----------- | ----------- | ------ | ------ |
| 2007                | Zenit               | PL                  | 24         | 11         | KR              | 4               | 2               | CU                 | 15                 | 11                 | -           | -           | -           | 39     | 24     |
| 2008                | Zenit               | PL                  | 19         | 6          | KR              | 0               | 0               | UCL+CU             | 6+4                | 1+0                | SR+SU       | 1+1         | 1+1         | 31     | 9      |
| 2009                | Zenit               | PL                  | 15         | 5          | KR              | 1               | 1               | UEL                | -                  | -                  | -           | -           | -           | 16     | 6      |
| Totale Zenit        | Totale Zenit        | Totale Zenit        | 58         | 22         |                 | 5               | 3               |                    | 25                 | 12                 |             | 2           | 2           | 90     | 39     |
| 2009-2010           | Stoccarda           | BL                  | 28         | 6          | CG              | 2               | 0               | UCL                | 10                 | 2                  | -           | -           | -           | 40     | 8      |
| 2010-2011           | Stoccarda           | BL                  | 26         | 8          | CG              | 3               | 2               | UEL                | 7                  | 3                  | -           | -           | -           | 36     | 13     |
| 2011-gen. 2012      | Stoccarda           | BL                  | 14         | 1          | CG              | 1               | 0               | -                  | -                  | -                  | -           | -           | -           | 15     | 1      |
| Totale Stoccarda    | Totale Stoccarda    | Totale Stoccarda    | 68         | 15         |                 | 6               | 2               |                    | 17                 | 5                  |             | -           | -           | 91     | 22     |
| gen.-giu. 2012      | Fulham              | PL                  | 12         | 6          | FACup+CdL       | -               | -               | UEL                | -                  | -                  | -           | -           | -           | 12     | 6      |
| 2012-2013           | Reading             | PL                  | 29         | 5          | FACup+CdL       | 0+3             | 3               | -                  | -                  | -                  | -           | -           | -           | 32     | 8      |
| 2013-2014           | Reading             | FLC                 | 39         | 13         | FACup+CdL       | 1+1             | 0               | -                  | -                  | -                  | -           | -           | -           | 41     | 13     |
| 2014-2015           | Reading             | FLC                 | 26         | 6          | FACup+CdL       | 5+2             | 0+1             | -                  | -                  | -                  | -           | -           | -           | 33     | 7      |
| Totale Reading      | Totale Reading      | Totale Reading      | 94         | 24         |                 | 12              | 4               |                    | -                  | -                  |             | -           | -           | 106    | 28     |
| 2015-2016           | Dinamo Mosca        | PL                  | 16         | 1          | KR              | 3               | 0               | -                  | -                  | -                  | -           | -           | -           | 19     | 1      |
| 2016-2017           | Dinamo Mosca        | PFNL                | 8          | 0          | KR              | 1               | 0               | -                  | -                  | -                  | -           | -           | -           | 9      | 1      |
| 2017-gen.2018       | Dinamo Mosca        | PL                  | 1          | 0          | KR              | 0               | 0               | -                  | -                  | -                  | -           | -           | -           | 1      | 0      |
| Totale Dinamo Mosca | Totale Dinamo Mosca | Totale Dinamo Mosca | 25         | 1          |                 | 4               | 0               |                    |                    |                    |             |             |             | 29     | 1      |
| gen.-giu. 2018      | Tosno               | PL                  | 6          | 3          | KR              | 2               | 1               | -                  | -                  | -                  | -           | -           | -           | 8      | 4      |
| Totale carriera     | Totale carriera     | Totale carriera     | 263        | 71         |                 | 29              | 10              |                    | 42                 | 17                 |             | 2           | 2           | 336    | 100    |

### Cronologia presenze e reti in nazionale
| Cronologia completa delle presenze e delle reti in nazionale ― Russia | Cronologia completa delle presenze e delle reti in nazionale ― Russia | Cronologia completa delle presenze e delle reti in nazionale ― Russia | Cronologia completa delle presenze e delle reti in nazionale ― Russia | Cronologia completa delle presenze e delle reti in nazionale ― Russia | Cronologia completa delle presenze e delle reti in nazionale ― Russia | Cronologia completa delle presenze e delle reti in nazionale ― Russia | Cronologia completa delle presenze e delle reti in nazionale ― Russia |
| Data                                                                  | Città                                                                 | In casa                                                               | Risultato                                                             | Ospiti                                                                | Competizione                                                          | Reti                                                                  | Note                                                                  |
| --------------------------------------------------------------------- | --------------------------------------------------------------------- | --------------------------------------------------------------------- | --------------------------------------------------------------------- | --------------------------------------------------------------------- | --------------------------------------------------------------------- | --------------------------------------------------------------------- | --------------------------------------------------------------------- |
| 16-8-2006                                                             | Mosca                                                                 | Russia                                                                | 1 – 0                                                                 | Lettonia                                                              | Amichevole                                                            | 1                                                                     | 81’                                                                   |
| 6-9-2006                                                              | Mosca                                                                 | Russia                                                                | 0 – 0                                                                 | Croazia                                                               | Qual. Euro 2008                                                       | -                                                                     | 53’                                                                   |
| 7-10-2006                                                             | Mosca                                                                 | Russia                                                                | 1 – 1                                                                 | Israele                                                               | Qual. Euro 2008                                                       | -                                                                     | 16’ 57’                                                               |
| 11-10-2006                                                            | San Pietroburgo                                                       | Russia                                                                | 2 – 0                                                                 | Estonia                                                               | Qual. Euro 2008                                                       | 1                                                                     | 46’                                                                   |
| 15-11-2006                                                            | Skopje                                                                | Macedonia                                                             | 0 – 2                                                                 | Russia                                                                | Qual. Euro 2008                                                       | -                                                                     | 50’ 57’                                                               |
| 22-8-2007                                                             | Mosca                                                                 | Russia                                                                | 2 – 2                                                                 | Polonia                                                               | Qual. Euro 2008                                                       | -                                                                     | 46’                                                                   |
| 17-11-2007                                                            | Tel Aviv                                                              | Israele                                                               | 2 – 1                                                                 | Russia                                                                | Qual. Euro 2008                                                       | -                                                                     | 68’                                                                   |
| 23-5-2008                                                             | Mosca                                                                 | Russia                                                                | 6 – 0                                                                 | Kazakistan                                                            | Amichevole                                                            | 1                                                                     | 46’                                                                   |
| 28-5-2008                                                             | Burghausen                                                            | Serbia                                                                | 1 – 2                                                                 | Russia                                                                | Amichevole                                                            | 1                                                                     | 15’                                                                   |
| 10-9-2008                                                             | Mosca                                                                 | Russia                                                                | 2 – 1                                                                 | Galles                                                                | Qual. Mondiali 2010                                                   | 1                                                                     | 74’                                                                   |
| 11-10-2008                                                            | Dortmund                                                              | Germania                                                              | 2 – 1                                                                 | Russia                                                                | Qual. Mondiali 2010                                                   | -                                                                     |                                                                       |
| 15-10-2008                                                            | Mosca                                                                 | Russia                                                                | 3 – 0                                                                 | Finlandia                                                             | Qual. Mondiali 2010                                                   | -                                                                     | 60’                                                                   |
| 28-3-2009                                                             | Mosca                                                                 | Russia                                                                | 2 – 0                                                                 | Azerbaigian                                                           | Qual. Mondiali 2010                                                   | -                                                                     | 72’                                                                   |
| 1-4-2009                                                              | Vaduz                                                                 | Liechtenstein                                                         | 0 – 1                                                                 | Russia                                                                | Qual. Mondiali 2010                                                   | -                                                                     | 84’                                                                   |
| 12-8-2009                                                             | Mosca                                                                 | Russia                                                                | 2 – 3                                                                 | Argentina                                                             | Amichevole                                                            | -                                                                     | 82’                                                                   |
| 10-10-2009                                                            | Mosca                                                                 | Russia                                                                | 0 – 1                                                                 | Germania                                                              | Qual. Mondiali 2010                                                   | -                                                                     | 77’                                                                   |
| 18-11-2009                                                            | Maribor                                                               | Slovenia                                                              | 1 – 0                                                                 | Russia                                                                | Qual. Mondiali 2010                                                   | -                                                                     | 77’                                                                   |
| 3-3-2010                                                              | Györ                                                                  | Ungheria                                                              | 1 – 1                                                                 | Russia                                                                | Amichevole                                                            | -                                                                     | 46’                                                                   |
| 11-8-2010                                                             | San Pietroburgo                                                       | Russia                                                                | 1 – 0                                                                 | Bulgaria                                                              | Amichevole                                                            | -                                                                     | 46’                                                                   |
| 3-9-2010                                                              | Andorra la Vella                                                      | Andorra                                                               | 0 – 2                                                                 | Russia                                                                | Qual. Euro 2012                                                       | 2                                                                     | 86’                                                                   |
| 7-9-2010                                                              | Mosca                                                                 | Russia                                                                | 0 – 1                                                                 | Slovacchia                                                            | Qual. Euro 2012                                                       | -                                                                     | 71’                                                                   |
| 8-10-2010                                                             | Dublino                                                               | Irlanda                                                               | 2 – 3                                                                 | Russia                                                                | Qual. Euro 2012                                                       | -                                                                     | 80’                                                                   |
| 12-10-2010                                                            | Skopje                                                                | Macedonia                                                             | 0 – 1                                                                 | Russia                                                                | Qual. Euro 2012                                                       | -                                                                     | 79’                                                                   |
| 17-11-2010                                                            | Voronež                                                               | Russia                                                                | 0 – 2                                                                 | Belgio                                                                | Amichevole                                                            | -                                                                     |                                                                       |
| 26-3-2011                                                             | Erevan                                                                | Armenia                                                               | 0 – 0                                                                 | Russia                                                                | Qual. Euro 2012                                                       | -                                                                     | 78’                                                                   |
| 29-3-2011                                                             | Doha                                                                  | Qatar                                                                 | 1 – 1                                                                 | Russia                                                                | Amichevole                                                            | -                                                                     | 46’                                                                   |
| 7-6-2011                                                              | Salisburgo                                                            | Russia                                                                | 0 – 0                                                                 | Camerun                                                               | Amichevole                                                            | -                                                                     | 29’                                                                   |
| 10-8-2011                                                             | Mosca                                                                 | Russia                                                                | 1 – 0                                                                 | Serbia                                                                | Amichevole                                                            | 1                                                                     | 26’                                                                   |
| 7-10-2011                                                             | Žilina                                                                | Slovacchia                                                            | 0 – 1                                                                 | Russia                                                                | Qual. Euro 2012                                                       | -                                                                     | 87’                                                                   |
| 11-10-2011                                                            | Mosca                                                                 | Russia                                                                | 6 – 0                                                                 | Andorra                                                               | Qual. Euro 2012                                                       | -                                                                     | 73’                                                                   |
| 29-2-2012                                                             | Copenaghen                                                            | Danimarca                                                             | 0 – 2                                                                 | Russia                                                                | Amichevole                                                            | -                                                                     | 46’                                                                   |
| 25-5-2012                                                             | Mosca                                                                 | Russia                                                                | 1 – 1                                                                 | Uruguay                                                               | Amichevole                                                            | -                                                                     | 46’                                                                   |
| 16-6-2012                                                             | Varsavia                                                              | Grecia                                                                | 1 – 0                                                                 | Russia                                                                | Euro 2012 - 1º turno                                                  | -                                                                     | 72’ 90+3’                                                             |
| Totale                                                                |                                                                       | Presenze                                                              | 33                                                                    |                                                                       | Reti                                                                  | 8                                                                     |                                                                       |

## Palmarès

### Club

#### Competizioni nazionali
- Campionato russo: 1

Zenit: 2007
- Coppa di Russia: 1

Tosno: 2017-2018
- Supercoppa di Russia: 1

Zenit: 2008
- PFN Ligi

Dinamo Mosca: 2016-2017

#### Competizioni internazionali
- Coppa UEFA: 1

Zenit: 2007-2008
- Supercoppa UEFA: 1

Zenit: 2008

### Individuale
- Capocannoniere della Coppa UEFA: 1

2007-2008 (10 gol)